# TrES-3b
TrES-3b는 GSC 03089-00929 주위를 도는 외계 행성이다. 이 행성의 공전주기는 31시간이며 기조력 때문에 궤도가 서서히 망가지고 있는 중이다. 질량은 목성의 두 배 정도이다.
이 행성은 대서양 횡단 외계행성 연구(TrES, Trans-Atlantic Exoplanet Survey)를 통해 발견된 세 번째 천체이다. 베가로부터 10도각 서쪽의, 허큘리스자리에서 발견되었다. 이 행성의 어머니 항성은 우리 태양보다 약간 더 작고 어둡고 차갑다. 이 행성의 ‘1년’은 지구 시간으로 1 1/3일에 지나지 않으며, 지금까지 알려진 외계 행성들의 공전 주기 중에서도 짧은 편에 속한다.

## 같이 보기
- 뜨거운 목성

## 참고 문헌
- Francis T., O'Donovan; David Charbonneau, Gáspár Á. Bakos, Georgi Mandushev, Edward W. Dunham, Timothy M. Brown, David W. Latham, Guillermo Torres, Alessandro Sozzetti, Géza Kovács, Mark E. Everett, Nairn Baliber, Márton G. Hidas, Gilbert A. Esquerdo, Markus Rabus, Hans J. Deeg, Juan A. Belmonte, Lynne A. Hillenbrand, Robert P. Stefanik (2007). “TrES-3: A Nearby, Massive, Transiting Hot Jupiter in a 31-Hour Orbit”. 《Astrophysical Journal Letters》 663: L37. doi:10.1086/519793.